# (13093) Wolfgangpauli
(13093) Wolfgangpauli  es un asteroide perteneciente al cinturón de asteroides, descubierto el 21 de septiembre de 1992 por Freimut Börngen desde el Observatorio Karl Schwarzschild, en Alemania.

## Designación y nombre
Wolfgangpauli se designó inicialmente como 1992 SQ24.
Más adelante fue nombrado en honor al físico austríaco Wolfgang Ernst Pauli (1900-1958).

## Características orbitales
Wolfgangpauli orbita a una distancia media del Sol de 2,9875 ua, pudiendo acercarse hasta 2,8176 ua y alejarse hasta 3,1574 ua. Tiene una excentricidad de 0,0568 y una inclinación orbital de 10,1289° grados. Emplea en completar una órbita alrededor del Sol 1886 días.

## Características físicas
Su magnitud absoluta es 12,5. Tiene 11,388 km de diámetro. Su albedo se estima en 0,164. El valor de su periodo de rotación es de 3,2061 h.